# Nenad
Nenad je lično ime koje se najčešće sreće u Hrvatskoj i Srbiji ali i drugim republikama bivše Jugoslavije u kojima se govorio srpskohrvatski.
Ime je prvenstveno rasprostranjeno u oblastima gde žive Crnogorci, Hrvati i Srbi. Među Muslimanima, tj. Bošnjacima ime je retko do gotovo nepostojeće.